# کورکورسر علیا
کورکورسرعلیا، روستایی است از توابع بخش مرکزی شهرستان نوشهر در استان مازندران ایران.

## جمعیت
این روستا در دهستان خیرودکنار قرار دارد و براساس سرشماری مرکز آمار ایران در سال ۱۳۸۵، جمعیت آن ۵۹۰ نفر (۱۵۹خانوار) بوده‌است. مردم کورکورسرعلیا از قومیت طبری هستند. مردم کورکورسرعلیا به زبان طبری با گویش کجوری سخن می‌گویند.